# Can Jordi (Sant Martí de Llémena)
Can Jordi és un edifici al terme municipal de Sant Martí de Llémena (el Gironès). Edifici de planta rectangular, de planta baixa i un pis, teulat a dues aigües i carener perpendicular a la façana principal. Al costat dret s'hi ha adossat una pallissa sense interès, bastant gran. La façana presenta portes i finestres de llinda plana de pedra. La porta principal té un dibuix d'una creu i està datada el 1675.